# Jiangsu Kawei Automotive Industrial Group
Dieser Artikel wurde auf der  Qualitätssicherungsseite des Portals Auto und Motorrad eingetragen. 
Bitte hilf mit, ihn zu verbessern, und beteilige dich an der Diskussion. (+)
Die Jiangsu Kawei Automotive Industrial Group ist ein Automobilhersteller der Volksrepublik China mit Sitz in Danyang in der Provinz Jiangsu.

## Unternehmensgeschichte
Die Jiangsu Kawei Automotive Industrial Group wurde 1992 gegründet und begann mit der Herstellung von Minibussen, Spezialfahrzeugen und Fahrzeugteilen.
Im Jahr 2012 begann die Jiangsu Kawei Automotive Industry Group mit dem Bau von Autos und die Marke Kawei Auto (卡威汽车) wurde eingeführt.

## Fahrzeuge
Fahrzeugprodukte der Jiangsu Kawei Automotive Industrial Group sind wie folgt aufgeführt:

### Pickups und SUVs
- Kawei K1
- Kawei K150
- Kawei K150GT
- Kawei W1 (Kawei Louis)

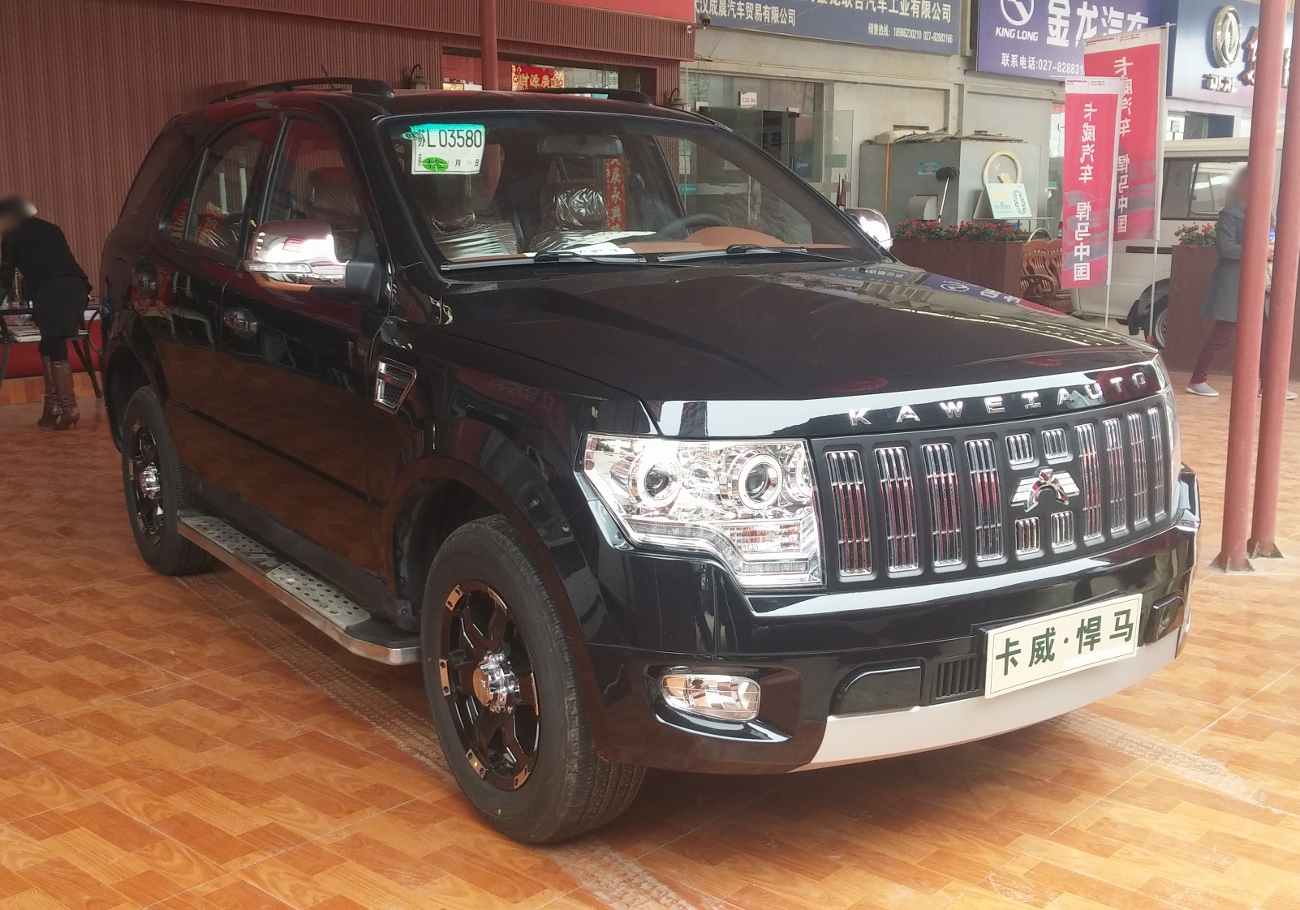
Kawei W1
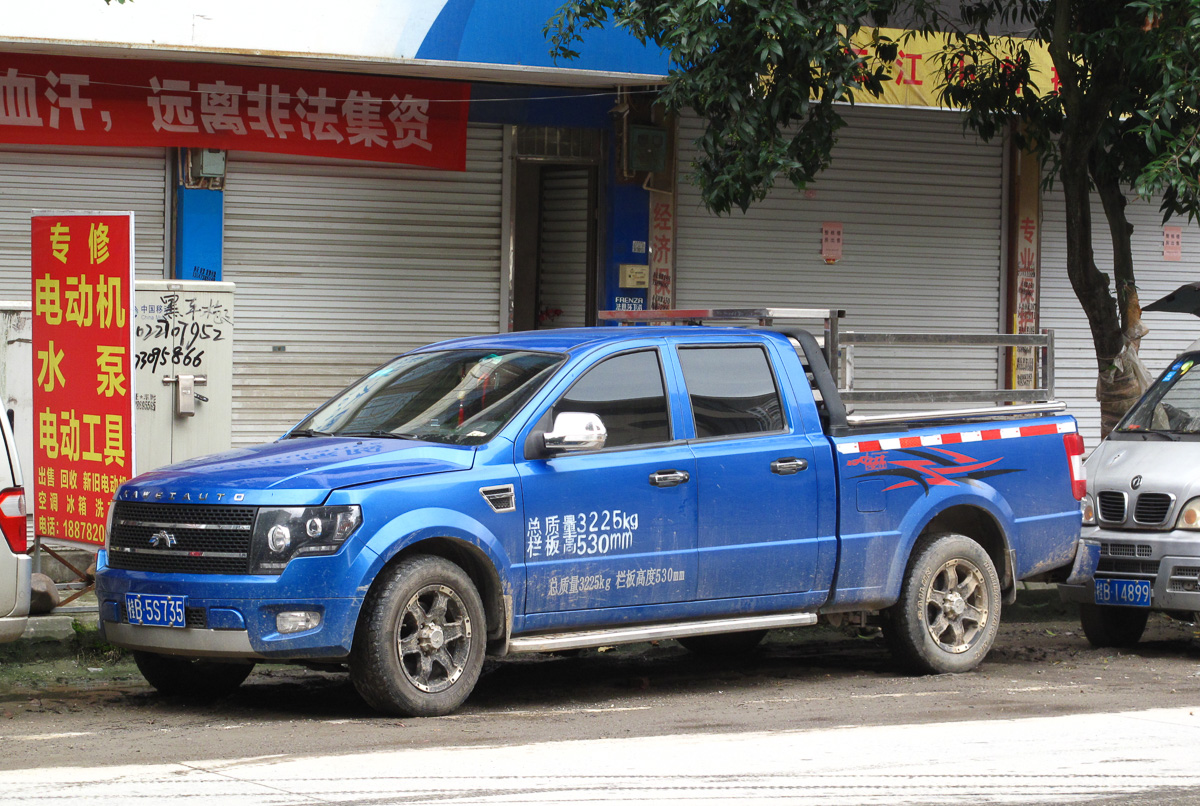
Kawei K1

### Elektrofahrzeuge

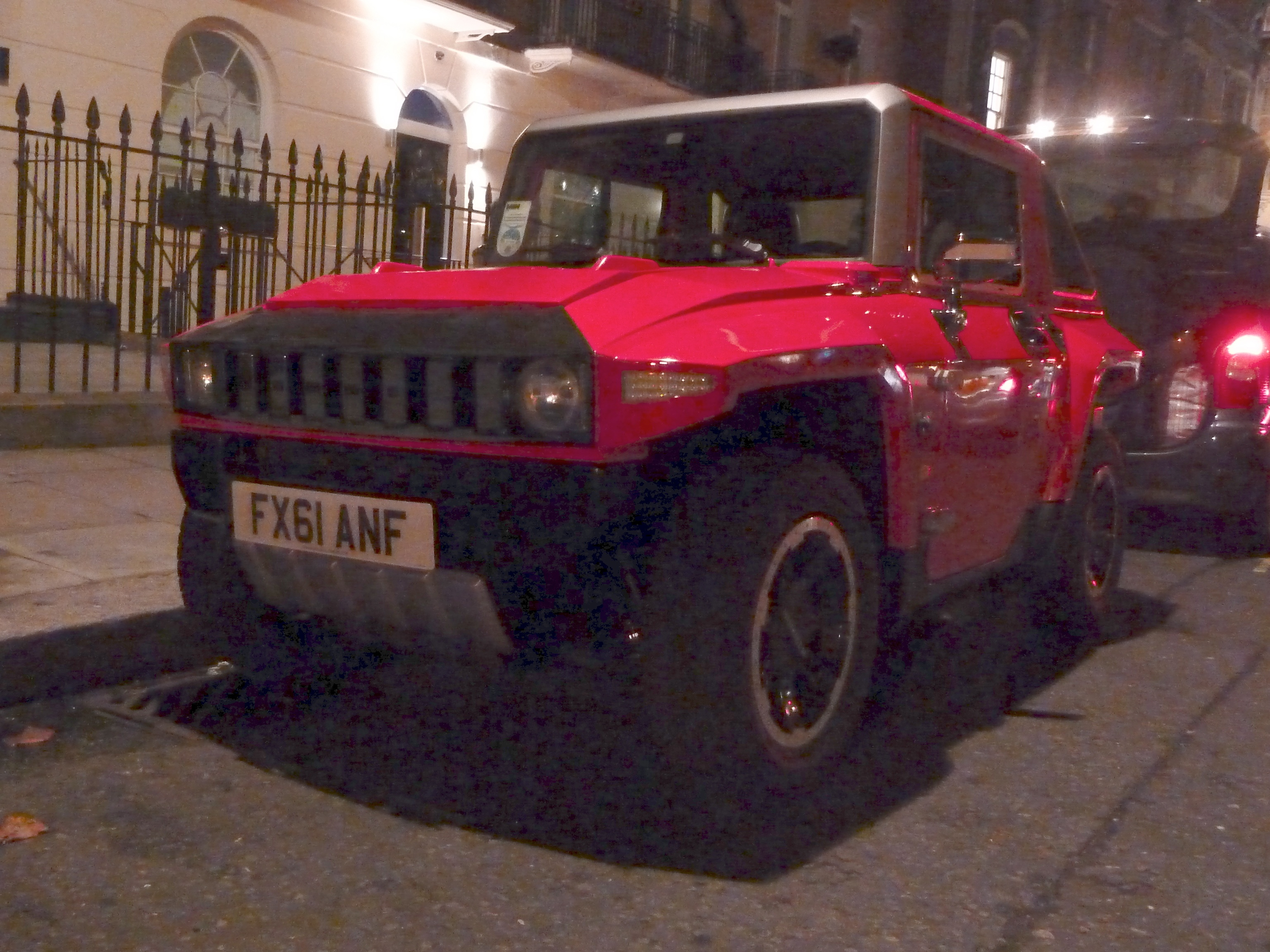
Hummer x

- Kawei EV1
- Kawei EV4
- Kawei EV5
- Kawei EV7
- Kawei Elfin
- Hummer HX elektrisch

- Hummer x